# Istmo de Panamá
El istmo de Panamá es un accidente geográfico ubicado en América, entre los océanos Pacífico y Atlántico, que une América del Norte y América del Sur. Tiene una longitud de unos 700 kilómetros, su anchura varía entre 50 y 200 kilómetros y contiene en su totalidad a la República de Panamá y a una pequeña porción del departamento del Chocó, en Colombia por lo que no es correspondiente de manera geográfica a política.  Está accidentado por la cordillera Central llamada Cordillera de Talamanca en Costa Rica; delimitado al norte por el golfo de los Mosquitos y al sur por el golfo de Chiriquí adyacente al golfo de Panamá. El istmo de Panamá se formó hace 3 millones de años. Fue un evento geológico de gran envergadura pues separó el océano Pacífico del océano Atlántico, creando así la corriente del Golfo que trae aguas cálidas desde el golfo de México hasta el Atlántico Norte. 
El canal de Panamá atraviesa el istmo, permitiendo el tránsito de barcos entre los dos océanos.

## Historia

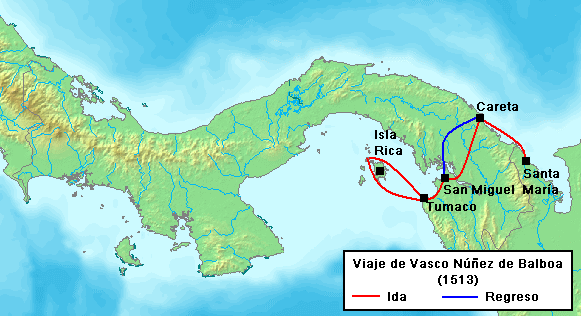
Ruta de Núñez de Balboa en 1513.

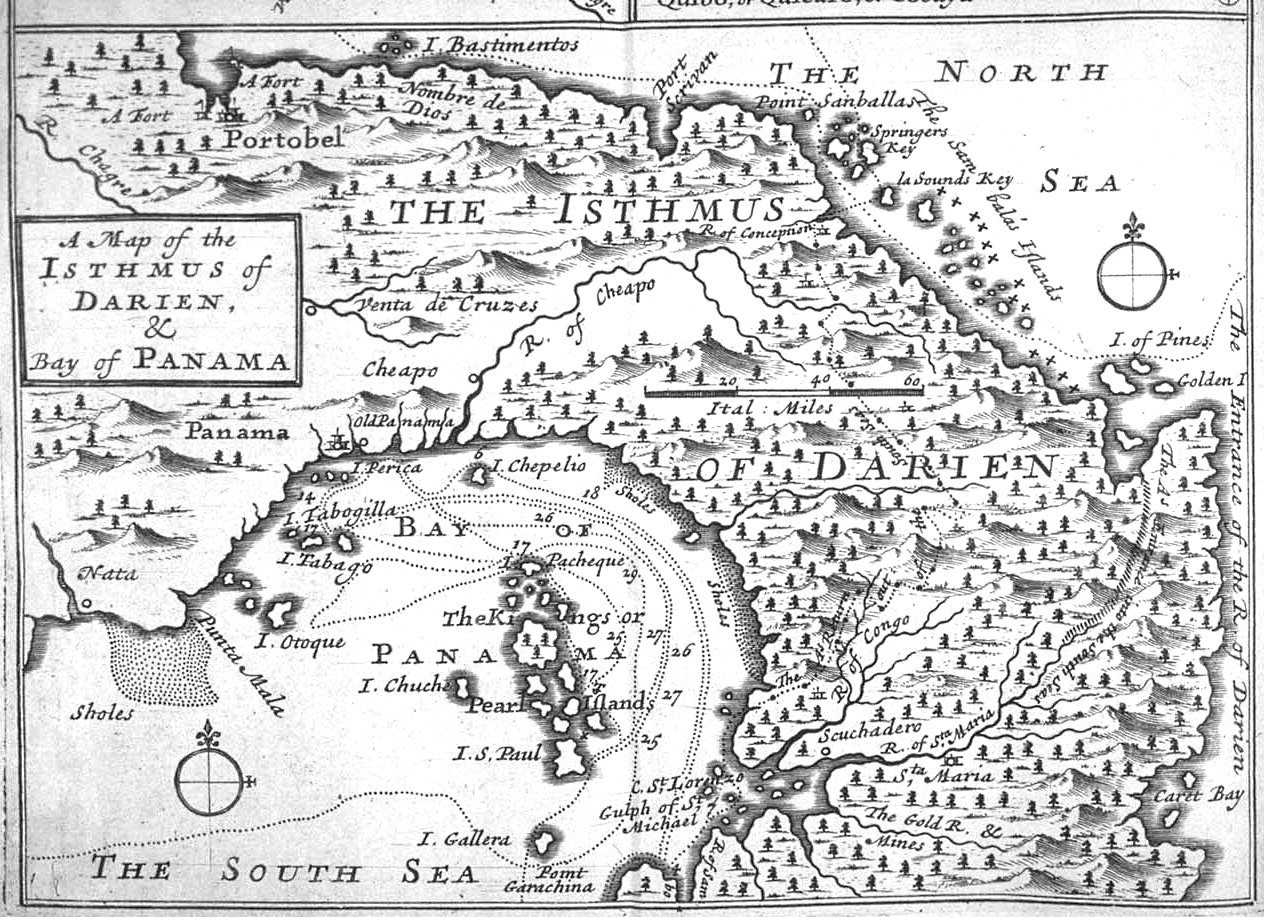
Mapa histórico del istmo de Darién y Panamá.

Vasco Núñez de Balboa, mientras exploraba Panamá, fue informado de que al sur del istmo, allende un gran mar, abundaban riquezas (oro y plata), en un lugar llamado Virú, al que se podía llegar navegando a la vista de la costa, por lo que Balboa se dispuso a descubrir dicho mar y emprendió una expedición que el 25 de septiembre de 1513 divisó el océano Pacífico (no obstante, posiblemente ya había sido visitado por otros españoles). Años antes, había sido reconocido por Cristóbal Colón, quien surcó las costas de San Salvador, visitando lo que hoy es conocido como Guna-Yala.
No obstante fue Francisco Pizarro quien partiendo de Panamá llegaría al Perú y sometería a Atahualpa, el inca, a partir de lo cual, cargamentos de plata y oro del que después sería el Virreinato de Perú eran transportados por mar hasta la ciudad de Panamá y de ahí, por tierra, a Nombre de Dios primero, y a Portobelo después, ciudades ambas fundadas en el mar Caribe, desde donde una flota española los llevaba a La Española, Puerto Rico o Cuba, y de allí finalmente eran transportados a España.
Lionel Wafer, un explorador y bucanero galés pasó cuatro años, de 1680 a 1684, entre los aborígenes kuna. Escocia trató de establecer una colonia en 1698 mediante el proyecto del Darién, pero fracasó.
Ferdinand de Lesseps, el hombre que impulsó el canal de Suez, fundó la Compagnie Universelle du Canal Interocéanique de Panama o Compañía del Canal de Panamá en 1880, pero quebró en 1889, provocando un gran escándalo. El 3 de noviembre de 1903, con el apoyo de Estados Unidos, y después de más de cuatro intentos de separarse de Colombia, Panamá obtuvo la separación de Colombia y, tras negociaciones con los propietarios de las acciones de la Compañía del Canal de Panamá, fundada por Lesseps, Estados Unidos adquirió dichas acciones, emprendiendo la continuación del proyecto de la construcción del Canal de Panamá, cuyo primer tránsito tuvo lugar el 15 de agosto de 1914, aunque hubo que continuar efectuando trabajos de consolidación de las obras hasta 1921.
Durante el gobierno de facto del general Omar Torrijos, se adelantaron negociaciones con Estados Unidos que culminaron en los Tratados Torrijos-Carter, firmados el 7 de septiembre de 1977, mediante los que el Canal (y la Zona del Canal de Panamá) retornaron a manos panameñas el 31 de diciembre de 1999, después de 86 años de control estadounidense. Antes de esta fecha, Estados Unidos designaba un gobernador para el área controlada por este país, que a su vez era el ejecutivo de mayor nivel de la Compañía del Canal de Panamá.

## Geología de Panamá

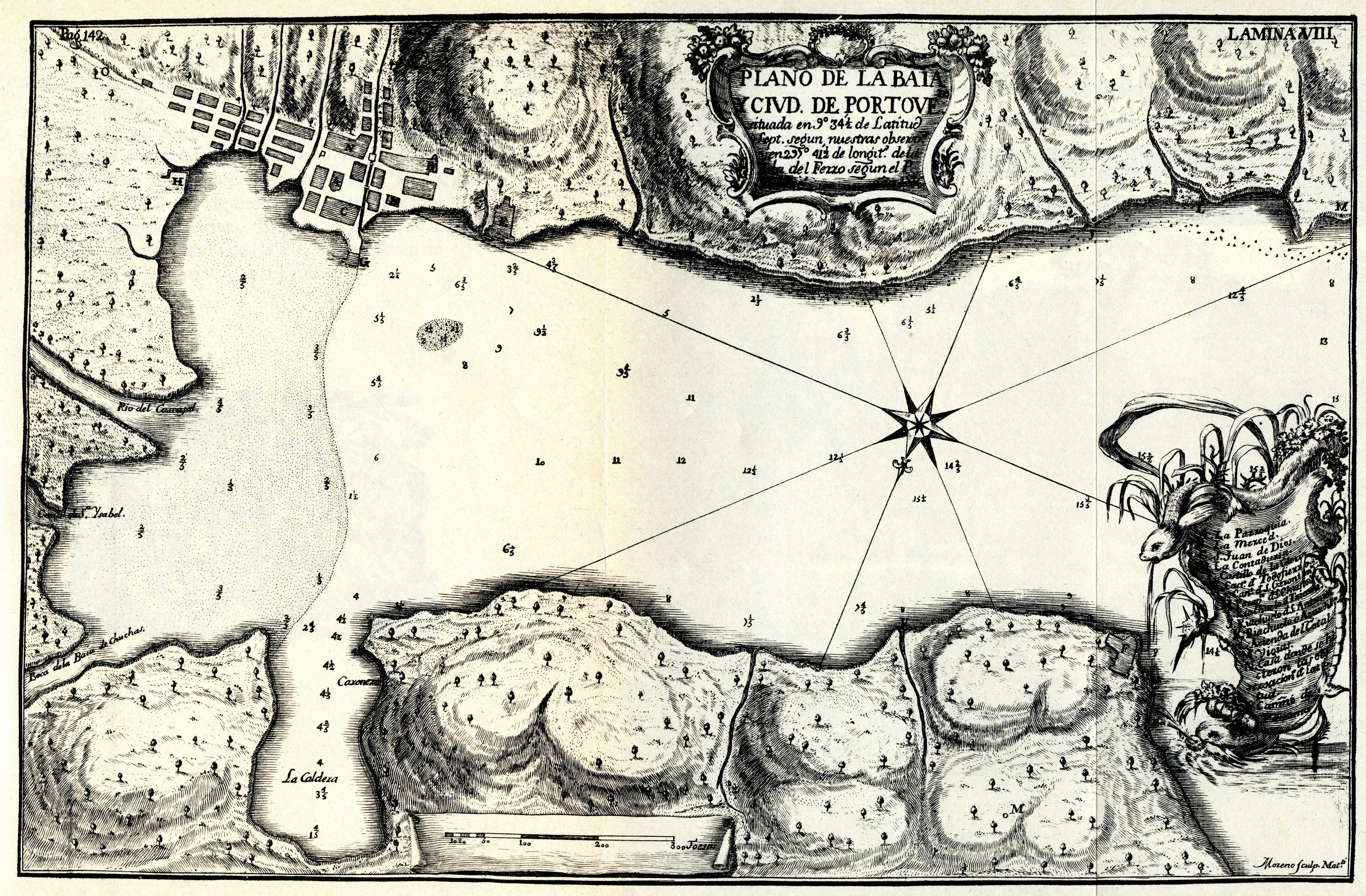
Plano de la Bahía y la Ciudad de Portobelo de la Provincia del Istmo publicado en la Obra Relación Histórica del Viaje a la América Meridional, de Jorge Juan y Antonio de Ulloa.

Antes de crearse el actual istmo, las aguas cubrían la zona del actual Panamá. Una gran masa de agua separaba los continentes de América del Norte y América del Sur, lo que permitía a las aguas de los océanos Pacífico y Atlántico mezclarse libremente.
Bajo la superficie, dos placas de la corteza terrestre se desplazaban lentamente, obligando a la placa del Pacífico a deslizarse bajo la placa del Caribe. La presión y el calor causado por esta colisión tectónica, llevó a la formación de volcanes submarinos, algunos de los cuales crecieron lo suficiente como para conformar islas hace unos 15 millones de años. Mientras tanto, el desplazamiento de las dos placas también fueron empujando el fondo marino, obligando lentamente a emerger algunas zonas sobre el nivel del mar.
Con el tiempo, grandes cantidades de sedimentos (arena, lodo y barro) de Norte y Suramérica, rellenaron las zonas existentes entre la nueva formación de islas. Durante millones de años, los depósitos de sedimentos ampliaron y unieron las islas, originando hace unos tres millones de años la formación de un istmo, entre América del Norte y Sudamérica.
Los científicos estiman que la formación del istmo, es uno de los más importantes acontecimientos geológicos en los últimos 60 millones de años. Aunque solo era un pequeño fragmento de tierra en relación con el tamaño de los continentes, el istmo de Panamá tuvo enorme impacto en el clima de la Tierra y su medio ambiente. Al impedir la conexión entre los dos océanos, este puente de tierra desvió las corrientes oceánicas del Atlántico y el Pacífico. Las corrientes del Atlántico se vieron obligadas a desplazarse hacia el norte, y finalmente se originó un nuevo sistema que llamamos la corriente del Golfo.
Con las cálidas aguas del Caribe que fluyen hacia el noreste del Atlántico, el clima del noroeste de Europa se volvió más cálido (unos 10 °C más gracias al transporte del calor de la corriente del Golfo). El Atlántico, que ya no se mezclaba con el Pacífico, aumentó su salinidad. Cada uno de estos cambios ayudaron a establecer el sistema de circulación oceánica mundial actual. En resumen, el istmo de Panamá, directa e indirectamente, influyó en el océano y las pautas de circulación atmosférica, que regula las pautas de precipitaciones, y a su vez los paisajes.
Las evidencias también indican que la creación de esta masa de tierra generó el clima cálido y húmedo del norte de Europa, dio lugar a la formación de la capa de hielo del Ártico, y contribuyó a la Edad de Hielo durante las siguientes épocas del Pleistoceno. Pudo tener también relación con la desertización africana y con el crucial cambio de hábitos en los homínidos.
La formación del Istmo de Panamá también desempeñó un importante papel en la biodiversidad del planeta. El puente hizo más fácil, para animales y plantas, migrar entre los dos continentes. Este evento se conoce en paleontología como el Gran Intercambio Americano. Por ejemplo, en América del Norte, la zarigüeya, el armadillo, y el puerco espín permiten rastrear de nuevo a todos los antepasados que vinieron a través del puente de tierra de América del Sur. Del mismo modo, los antepasados de los osos, gatos, perros, caballos, llamas, y todos los mapaches hicieron el viaje al sur a través del istmo.